# Hyposidra albibasis
Hyposidra albibasis är en fjärilsart som beskrevs av Warren. Hyposidra albibasis ingår i släktet Hyposidra och familjen mätare. Inga underarter finns listade i Catalogue of Life.